# راي غرانت
راي غرانت (بالإنجليزية: Ray Grant)‏ هو لاعب كرة قدم بريطاني في مركز الوسط، ولد في 1 سبتمبر 1996 في غلاسكو في المملكة المتحدة. لعب مع نورويتش سيتي.

## وصلات خارجية
- راي غرانت على موقع قاعدة بيانات كرة القدم.إي يو (الإنجليزية)
- راي غرانت على موقع Soccerbase.com (لاعب) (الإنجليزية)
- راي غرانت على موقع Soccerway.com (الإنجليزية)